# 阪急96形電車

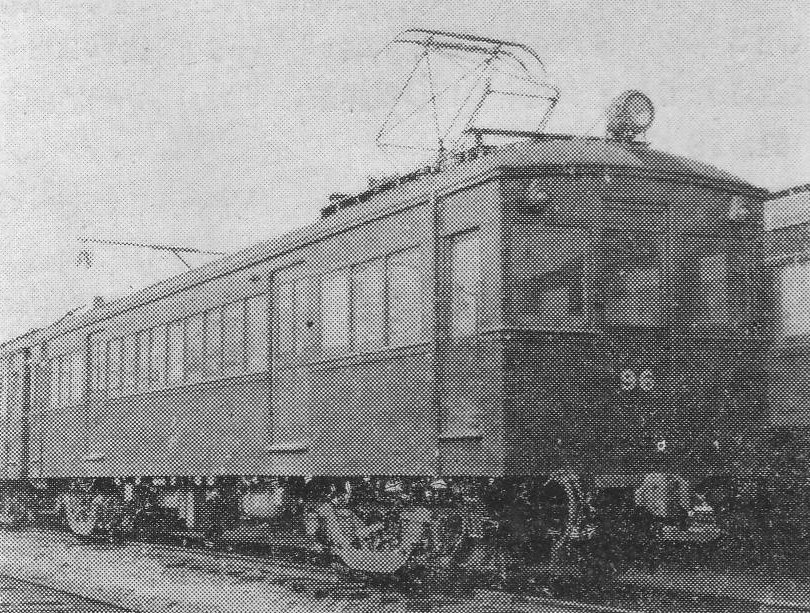
96

阪急96形電車（はんきゅう96がたでんしゃ）は、阪急電鉄の前身である阪神急行電鉄及び京阪神急行電鉄に在籍した通勤型電車で、 今津線の輸送力増強用として、1929年製の加越鉄道の客車を1940年に譲受の上、改造を施し電車化した物である。

## 地方私鉄からの入線経緯
1937年に勃発した日中戦争の戦火は中国大陸に広く拡大し、日本は国力の大半を戦争遂行に費やす総力戦に突入していた。国家総動員法（1938年成立）など戦時経済統制に関する法律施行により、石油・石炭等の燃料のみならず、鉄鋼や軽金属などの民需も制限され、軍需物資増産に転用された。
一方、軍需工場への通勤者が増加したことから、省線電車や都市近郊私鉄では輸送力増強のため新車導入を図ったが、鉄道車両の新規製造は統制物資を多量に消費することから、鉄道省も製造認可を容易に出さなくなっていた。
これは阪急においても例外ではなかった。1930年代から、阪急今津線沿線では現在の阪神競馬場の敷地に川西航空機宝塚工場が建設されるなど、軍需工場が多数立地していた。当時の今津線では、従来からの主力であった90形や1形が単行から2両編成で運行されていたが日中戦争の長期化と日独伊三国軍事同盟締結に伴う対米英関係の悪化に伴い、軍需物資のさらなる増産が求められ、工場通勤者対策の輸送力増強は急務となった。
しかし当時は、前述のとおり物資不足と経済統制の強化によって、大手私鉄の阪急といえども車両増備が容易でなかった。1939年に神戸線向けの920系8両、1940年には宝塚線向けに500形10両、1941年には再び神戸線向けに920系10両と、本線向けに限られた車両増備が許されただけで、今津線など支線向け車両の新造は困難な情勢であった。
そこで異例の措置として、地方私鉄の余剰車両を譲り受けて支線車両の不足を補うことになった。調査の結果、当時、富山県の加越鉄道（のち富山地方鉄道を経て加越能鉄道加越線）で、1931年以降の気動車の大量導入に伴い、余剰車となっていた中型半鋼製客車ナハフ101・102が俎上に上がり、該当車2両は小島栄次郎工業所を通じて阪急に購入された。

### 加越鉄道ナハフ101・102
本形式の種車となった加越鉄道ナハフ101・102は、前述のとおり1929年に日本車輌製造において製造された半鋼製客車である。
鉄道省が当時増備していたオハ31形に範を取った構造で、車体長約17m、車体幅約2.75m、側面窓配置はD33333D（D：客用扉）、妻面には貫通扉のほか進行方向右側にハンドブレーキが突出して取りつけられており、その上部のハンドル部分を覆う形で四角いカバーが飛び出していた。台車は当時の鉄道省標準型台車であったイコライザー式のTR10系である。屋根はオハ31形とは異なり丸屋根で、中央にはガーランド型ベンチレーターが7基取りつけられていた。溶接技術が進歩したことから、リベットもウインドシル・ヘッダーや車体裾部、扉周囲での使用にとどめられている。内装は車端部の窓3枚分ずつがロングシート、中央部の窓9枚分がクロスシートで、固定式の背ずりの低いクロスシートが6組配置されていた。客用扉は内開きで、降雪地帯を走ることからデッキと客室の間には中央に引き戸を置いた仕切りが設けられていた。
同車はオハ31形に準拠しながら丸屋根の採用やリベットレス化を図るなど新機軸も採り入れており、後年にナハ22000系事故車の復旧工事で登場したオハ30形によく似た形態の車両である。当時の地方私鉄の多くが鉄道省払い下げの木造客車を主に使用していたことに鑑みると、省線最新鋭形式に準拠した客車の新造は異例かつ意欲的な事例であった。
ところが同じ時期に日本ではローカル線の小単位輸送に適した内燃動車の技術開発が著しく発達し、取引先の日本車輌製造が大型ガソリンカーを開発するようになったことで、加越鉄道も1931年に同社初のガソリンカーであるキハ1~3を日本車輌で新造、好成績を収める。そして翌1932年には、日本国内向けのディーゼルカーとしては黎明期の事例に属するキハ11を増備するという挑戦に及んだ。この時点で旅客輸送の大半は気動車化され、 1934年には開業以来使用していた2軸客車の使用をやめ、客車はナハフ101・102の2両だけとなってしまった。
その後、キハ11の成績が良好であったことから、加越鉄道は旅客輸送を実質的に完全気動車化することになった。1937年に日立製作所製100PSディーゼル機関搭載で、当時の国内向けディーゼルカーでは最大級のキハ12・13を増備したのである。
ここに至って従来客車を使用していた混合列車も気動車を客車代用として連結する事態となり、結果、ナハフ101・102は製造後10年に満たない車齢ながら、2両とも余剰となり留置されていた。

## 概要
本形式は、1940年4月に改造種車となったナハフ101・102を譲受して西宮車庫構内にあった西宮工場において電車への改造を実施、工事そのものは同年秋に完成していたが、鉄道省の認可の関係で完成年月は1940年12月となった。項目ごとの概要については以下のとおり。

### 車体
種車は前述のとおり車体長約17m、車体幅約2.75mと神戸線の車両とほぼ同一サイズで、ウインドシルの下辺も900形などと同じ高さであったことから、電車への改造に際しては900・920の両形式をモデルに貫通型両運転台仕様に改造されることとなった。
改造では、運転台を両端のデッキ部分に設けることとなり、妻面のハンドブレーキを撤去した上で中央の貫通扉を生かした形で左右に窓を設け、他形式同様運転台側幕板部に行先方向幕、助士台側幕板部に尾灯を配している。側面窓配置はd2(1)D21312D(1)2d（d：乗務員扉、D：客用扉、1：固定窓、(1)：戸袋窓）で、客車時代の両端デッキ式から900形と同様の2扉車に改造され、側柱と窓一枚を埋めて新たな片引き側扉を設置している。従来の客用扉の位置には乗務員扉を設けたが、扉の上辺の高さをウインドヘッダーと同位置まで下げて、幅も狭くしている。また、従来側柱のあった場所に窓を設けたが、この部分の窓は固定窓として、阪急標準である遮光用の鎧戸も設けられていない。車内は中央部の固定式クロスシートを撤去してロングシートとし、袖仕切は300形などと同様の物を取りつけた。室内灯も300形などと同様のシャンデリア形の物を取りつけている。屋根にはパンタグラフと前照灯を取りつけたほか、ベンチレーターの周囲にランボードを取りつけた。このように、極力阪急の標準スタイルに近づける改造が行われたが、前面屋根回りは浅い屋根に緩いカーブを描いた雨樋という、種車の設計を生かした物であったことから、阪急自社設計の車両に比べると、関東・中部地方の私鉄電車に似た華奢な形態を呈していた。

### 主要機器
電装品は電動貨車206・207・1208から転用したゼネラル・エレクトリック(GE)製GE-263を4基搭載し、制御器はPC-5を装備したことから、51形と同等の機器を使用することとなった。歯車比は28:58(1:2.071)と、51形75以降や320形と同じである。ブレーキ装置はM三動弁を使用するAMM自動空気ブレーキで、台車は、種車の履いていたTR10系台車を狭軌用から標準軌仕様に改造して使用した。

### 他社での事例
本形式は客車を電車化した経緯を持つ車両として知られているが、他社の余剰客車を譲受して電車に改造する事例は、車両の増備が困難であったこの時代では、類例は少ないにせよ特異なことではなかった。
同じ関西圏の私鉄では、阪和電気鉄道が1939年に筑波鉄道から電車型の木造ボギー客車4両を購入してクタ800形とした。この形式は阪和が南海鉄道と合併した後、元阪和の路線が戦時買収で国有化される直前に南海側に引き取られて形式もサハ3801形となり、戦後は高野線でC10001形蒸気機関車牽引の急行に使用された後休車となったが、そのうちの一両がスハ43形をベースとした紀勢本線直通用のサハ4801形に改造されたことで知られている。
本形式と同じように純然たる客車を電車化した事例としては、1941年に登場した小田急1600形の制御車であるクハ1651~1653がある。こちらは鉄道省から木造客車の譲渡を受けて改造した物であるが、種車となった車両が明治中期に鉄道作業局・関西鉄道・阪鶴鉄道で製造された雑形ボギー車であったことから台枠のみの使用にとどめ、車体は新製している。なお、戦後においても琴電950形のように、客車を電車に改造している事例がある。

## 運用開始から付随車化まで
本形式は1941年に入ってから営業運転に就役し、当初の目的どおり今津線で単行ないしは2両編成で使用されたほか、伊丹線でも単行での運用を開始した。車体の大きさは900形並みであったことから輸送力の確保には重宝したが、17m級の鋼製車体に51形や320形と同一のモーターではやはり低出力で、支線運用でもやや苦しい性能であった。こうしたことから、1943年に1形の19 - 32が今津線に転入し、1944年には600形と電装解除された1形及び90形が2両編成を組むようになると電動車としての本形式は余剰となり、1945年には電装解除されて、900形と車体寸法が近いことを生かして、モーター出力に余裕のある900形や650形の電動車グループの中間車として、譲受時に想定していなかった神戸本線での運用に充当されるようになった。
本形式は他社から譲受された車両でありながら、戦後の混乱期とはいえ阪急のメインラインである神戸線の主力運用に充当されるという、空前絶後の経歴を持つこととなった。900形の中間車としては、現在残されている写真を見ても前述のとおり900形とウインドシルのラインが揃い、上辺は少し高かったものの編成としての違和感はさほどなかった。650形と併結した場合は、650形の屋根が深くウインドシルのラインが高かったことから、650形の重厚さが目立ってしまった。当初はモーターを始めとした電装品は撤去されたものの、パンタグラフは残されていた。その後パンタグラフは取り外され、パンタ台のみ残っていた。戦後の混乱期を過ぎても本形式は中間車として使用され続け、900形や650形の中間に挟まって阪神間を往復していた。

## 伊丹線専用車へ
神戸線の復興は1949年4月の特急運転再開が一つの節目となった。ただ、本形式が組み込まれた編成による特急列車の写真は残っていない。1950年代に入ると800系の増備も進み、1951年からは600形の車体更新工事が開始された。この過程で3両編成を組める車両が減少したことから運用の見直しが行われ、本形式は1952年6月に再び電装されることとなった。再電装後は96(Mc)-97(Tc)で2両固定編成を組むことから、台車及び電装品を900形の出力強化時の発生品を活用することとなり、96の台車は汽車製造会社製ボールドウィン台車のL-17に換装するとともに、モーターは芝浦製作所製の高出力モーターであるSE-140を96に4基搭載、歯車比は900形と同じ22:61(1:2.77)で、制御器は電空カム軸式ながらも900形のRPC-52とは異なり、380形や500形と同じ83-PC-1を搭載した。97の台車はTR10系のままである。固定編成化と同時に96と97の連結部分は広幅貫通路化されたほか、車内灯は架線電圧の直流600Vで直接点灯できる冷陰極式蛍光灯が試験的に採用された。
再電装後の本形式は、スペック的には900形と同じ性能となり、車体長も17mであったことから神戸本線での運用も可能であった。しかしながら、当時2両編成の普通運用があったものの本形式はそれに充当されることもなく、貫通幌も取りつけられなかったことから、普通列車では2両から3両、優等列車では4両から5両へと編成増強が進む神戸線では運用されず、本形式と同じ17mクラスの600・900・920・800各形式の2両編成が入線することもあった今津線でも、宝塚線から転入してきた300・320形の3両編成が主力として運用されていたことから、本形式は伊丹線専用車となった。その後、モーターについては、支線用としては出力が大きすぎるという理由により、4基から2基に減らされている。
1950年代後半から1960年代初頭の伊丹線では、本形式と90形が主力となり、ラッシュ時を中心に320・500・550形といった小型車グループや17mクラスの900・920・800各形式が入線して頻発運転を行っていた。本形式は十数年にわたって伊丹線専用として使用されたが、神宝線の架線電圧の1500Vへの昇圧に際しては、少数派形式であることから昇圧改造の対象外となり、伊丹線の運用を宝塚線から転じた610系に引き継いで、1966年12月1日付で廃車された。なお、車内両端の製造所銘板は「昭和15年　阪神急行電鉄」となっていた。また廃車後の1968年には、96の車体が西宮車庫で倉庫として使われていた。